# Mannes College of Music

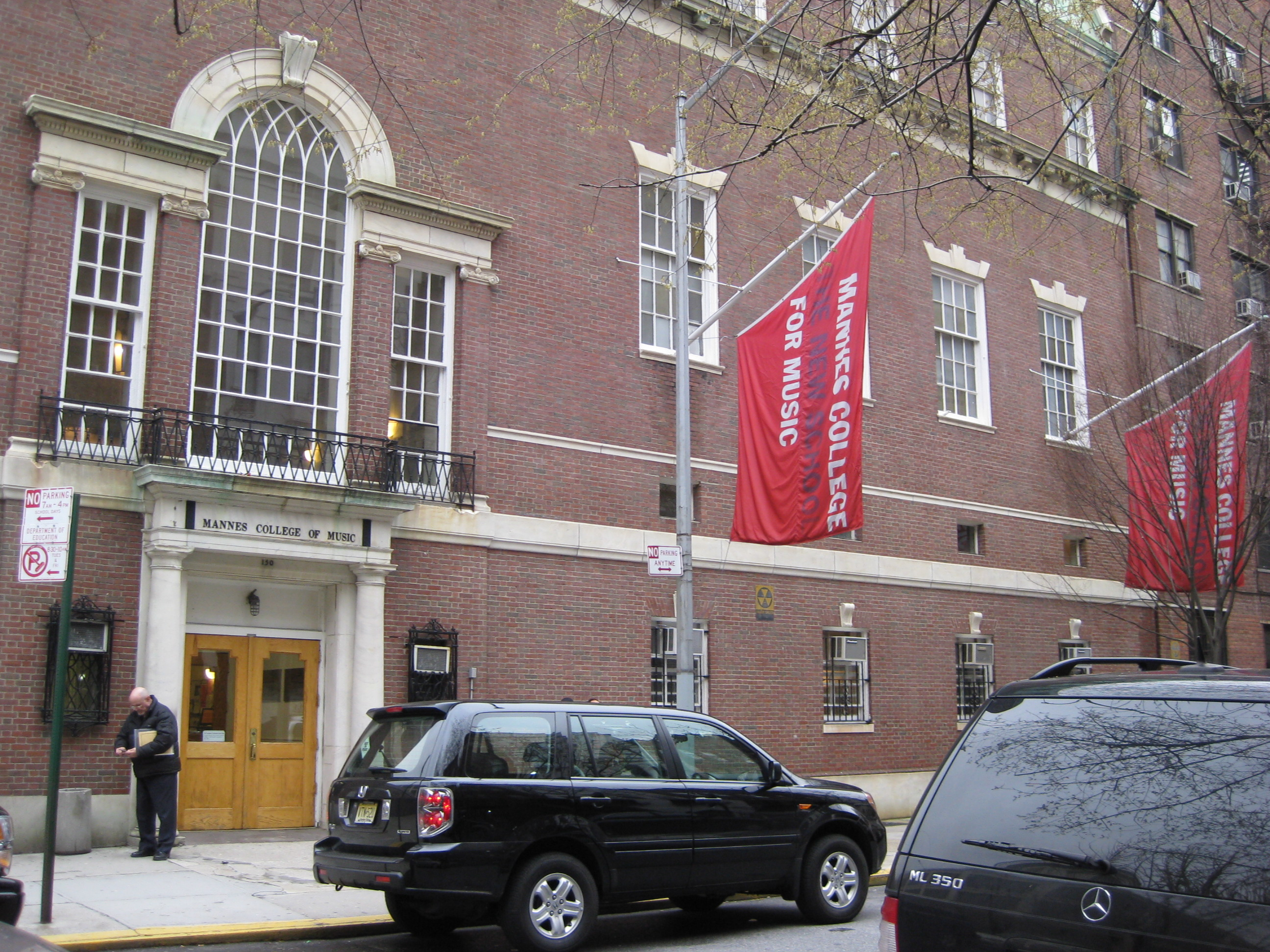
Mannes College of Music

Mannes College of Music, egentligen Mannes College The New School for Music, är ett musikkonservatorium på Upper West Side i New York. Skolan grundades 1916 av David Mannes och hette då The David Mannes Music School. Sedan 1989 är skolan en the del av New School University.